# Zwarte Piet

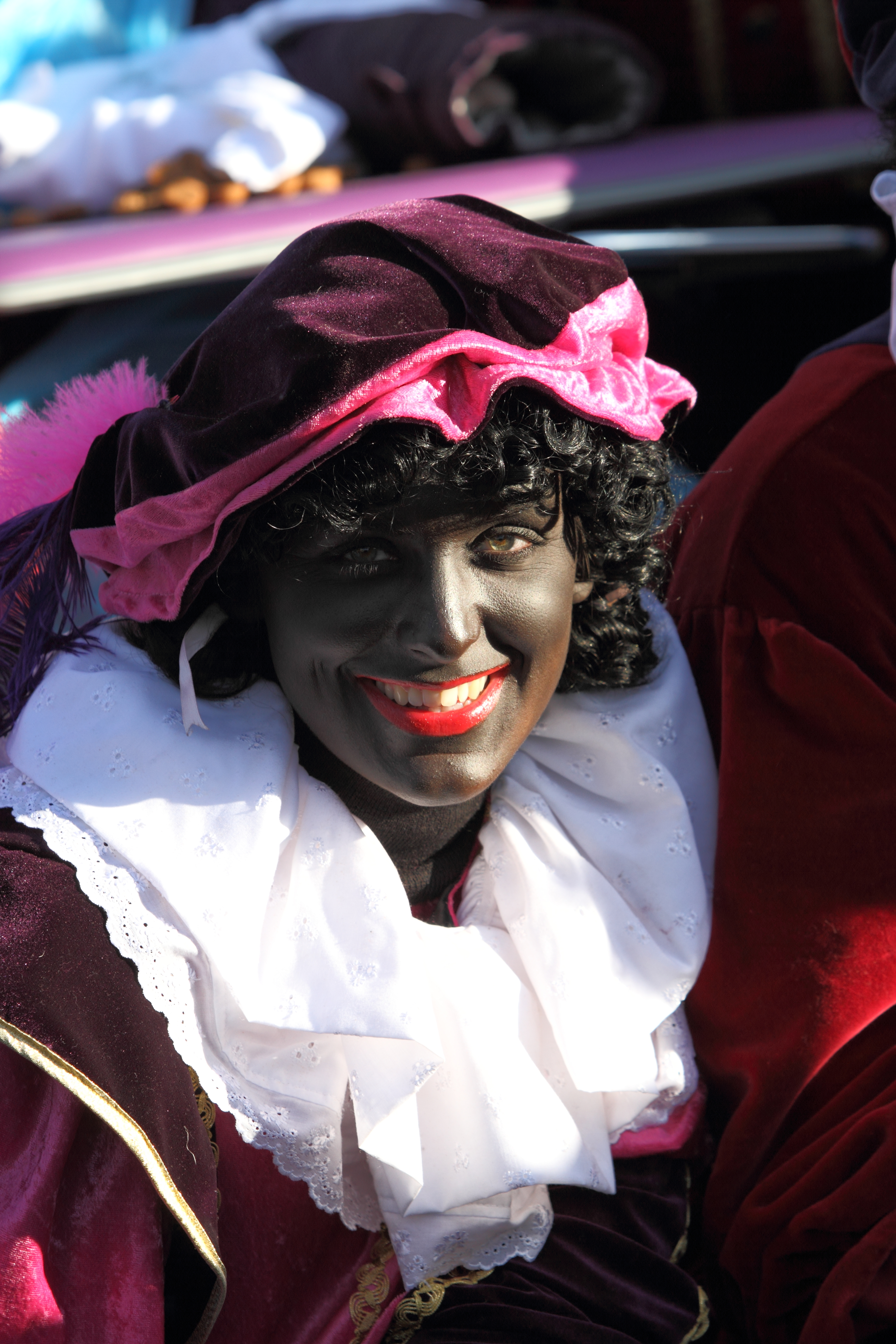
Representação do Zwarte Piet.

Zwarte Piet (traduzível como "Pedro, o Negro") é um personagem da festa holandesa de São Nicolau (Sinterklaas). É um pajem que ajuda  São Nicolau a distribuir presentes.
A cada ano,  Zwarte Piet chega à costa holandesa no barco a vapor de Sinterklaas, procedente da Espanha, e reparte brinquedos aos meninos que se portaram bem. Trata-se de um pajem de rosto negro que se veste com traje renascentista, cabelo encaracolado, gorro com plumas, pendentes dourados e  grossos lábios vermelhos.
Sua origem é muito díspar: em princípio inspira-se num demônio que se dedicava a sequestrar meninos, derrotado por São Nicolau e convertido em seu assistente. Por esta razão, ameaça-se aos meninos que se portam mal com que Zwarte Piet  leva-los-á num saco rumo a Espanha. Outras fontes apontam a um simples servo mourisco, um antigo escravo etíope que vive com o santo porque este comprou sua liberdade, e inclusive um limpador de chaminés que tem a cara manchada por deslizar nas lareiras. Seu aspecto físico foi descrito pela primeira vez em 1850 pelo professor Jan Schenkman no conto Sint Nikolaas em zijn knecht ("São Nicolau e seu servente").
Desde a segunda metade do século XX São Nicolau está acompanhado por vários Pieten com sua própria responsabilidade. Enquanto o santo comporta-se sempre com distinção e seriedade, os pajens são mais arteiros e dão aos meninos pepernoot (bolachas de caramelo), kruidnoten (bolachas de especiarias) e strooigoed (bolachas com confeitos), entre outros doces.
O personagem é objeto de controvérsia entre parte da sociedade neerlandesa porque alguns o consideram racista, surgido numa época de império colonial, e inclusive se usa como insulto. Em uma pesquisa levada a cabo em dezembro de 2020, 78% os inquiridos responderam não ver racismo na figura do Zwarte Piet, enquanto 17% a consideravam racista.  Os defensores da manutenção da imagem tradicional alegam ser uma tradição infantil sem nenhuma conotação. Em julho de 2014, o Alto Comisionado de Nações Unidas para os Direitos Humanos pediu ao governo que revise a representação da figura "como um torpe criado negro".